# 台東桂田喜來登酒店
22°45′19.9″N 121°08′55.2″E / 22.755528°N 121.148667°E
台東桂田喜來登酒店（英語：Sheraton Taitung Hotel）位於臺灣臺東縣臺東市，為臺灣東部地區第一間國際級萬豪國際喜來登酒店，又有臺東101的稱號，其前身為九龍金鑽大樓後由臺南桂田酒店集團買下，成立台東桂田喜來登酒店至今。

## 沿革
2000年海洋世界開發集團以新臺幣6,800萬元購得今日桂田酒店及其一旁的九龍世界的臺東縣政府抵費地，並分為海洋世界集團主辦投資，總基地面積1,064坪的海洋國際觀光飯店，與金龍泰開發公司開發的九龍世界商場。海洋世界集團斥資數億元新臺幣新建地下兩層與地上16層，建坪數8,706坪，鋼筋混凝土結構的九龍金鑽大樓。孰料到大樓結構竣工後，因大環境經濟狀況低迷，投資廠商財力不濟，最終僅完成大樓主體結構即荒廢閒置。建物及土地產權則輾轉流入法拍市場。
2005年九龍金鑽大樓由房地產投資客低價得標後，再開價10億元對外求售。2013年臺南桂田集團鑒於臺灣國際熱氣球嘉年華的成功，以及開放中國大陸遊客自由行等多項商機，乃耗資新臺幣7億元將閒置13年的九龍金鑽大樓買下，並於同年5月成交，創下臺東地區近年來最大筆的不動產交易金額。
桂田集團買下九龍金鑽大樓即展開大樓整修與內部裝潢，加上房地產買賣金額，總計投資20億元，共規劃290間客房，於2014年12月取得交通部觀光局「觀光飯店」執照。2015年5月台東桂田酒店開始營業。2016年2月4日台東桂田酒店與喜達屋集團旗下的酒店品牌喜來登簽署合作意向書，隔日對外召開加盟喜來登品牌之記者會，成為暨台北喜來登與新竹喜來登後，臺灣第三間喜來登酒店。2016年9月萬豪國際完成收購喜達屋酒店及度假酒店國際集團。

## 樓層規劃
| 樓層 | 用途                                       |
| ---- | ------------------------------------------ |
| B1   | 璽悅國際宴會廳                             |
| 1    | 酒店大廳、游泳池、阿力海百匯自助餐         |
| 2    | 好也粵式中餐廳                             |
| 3    | 藝文咖啡廳、桂田國際宴會廳、三溫暖、健身房 |
| 5    | 國際劇院                                   |
| 8    | 漫吧                                       |
| 5-16 | 客房                                       |
| 19   | 客房、行政貴賓廳                           |

## 交通資訊
- 鼎東客運 海線
  - 8116 中央市場站[9]。
- 普悠瑪客運
  - 市區觀光巡迴線中央市場站[10]。

## 鄰近設施
- 家樂福台東店
- 臺東觀光夜市
- 中央市場
- 臺東縣政府
- 國立臺東生活美學館
- 台東舊站

## 資料來源
1. 1 2 3 4  莊哲權. . 中時電子報. 2014-12-25  [2019-02-21]. （原始内容存档于2015-04-25） （中文（臺灣））.
2. ↑  蔡玉真. . 今周刊. 2002-01-24  [2019-02-21]. （原始内容存档于2019-02-27） （中文（臺灣））.
3. 1 2  郭及天. . 好房網News. 2014-12-25  [2019-02-21]. （原始内容存档于2015-07-05） （中文（臺灣））.
4. ↑   (PDF). 臺東縣政府. 2013-12  [2019-02-21]. （原始内容存档 (PDF)于2019-02-23） （中文（臺灣））.
5. 1 2  張存薇. . 自由時報. 2016-02-05  [2019-02-21]. （原始内容存档于2018-12-06） （中文（臺灣））.
6. ↑  . NowNews今日傳媒. 2016-12-27  [2019-02-21]. （原始内容存档于2018-06-18） （中文（臺灣））.
7. ↑  . Yahoo Finance. 2016-09-24  [2024-05-22]. （原始内容存档于2024-05-22） （中文（臺灣））.
8. ↑  . 台東桂田喜來登酒店.   [2019-02-21]. （原始内容存档于2018-11-23） （中文（臺灣））.
9. ↑  . 臺東製造. 2018-03-07  [2019-02-21]. （原始内容存档于2018-08-12） （中文（臺灣））.
10. ↑  . 普悠瑪客運.   [2019-02-21]. （原始内容存档于2018-12-26） （中文（臺灣））.

## 外部連結
- 台東桂田喜來登酒店（页面存档备份，存于）
- 台東桂田喜來登酒店  臺灣旅宿網 （页面存档备份，存于）